# Erzbistum Bujumbura
Das Erzbistum Bujumbura (lat.: Archidioecesis Buiumburaensis) ist eine in Burundi gelegene römisch-katholische Erzdiözese mit Sitz in Bujumbura. 

## Geschichte

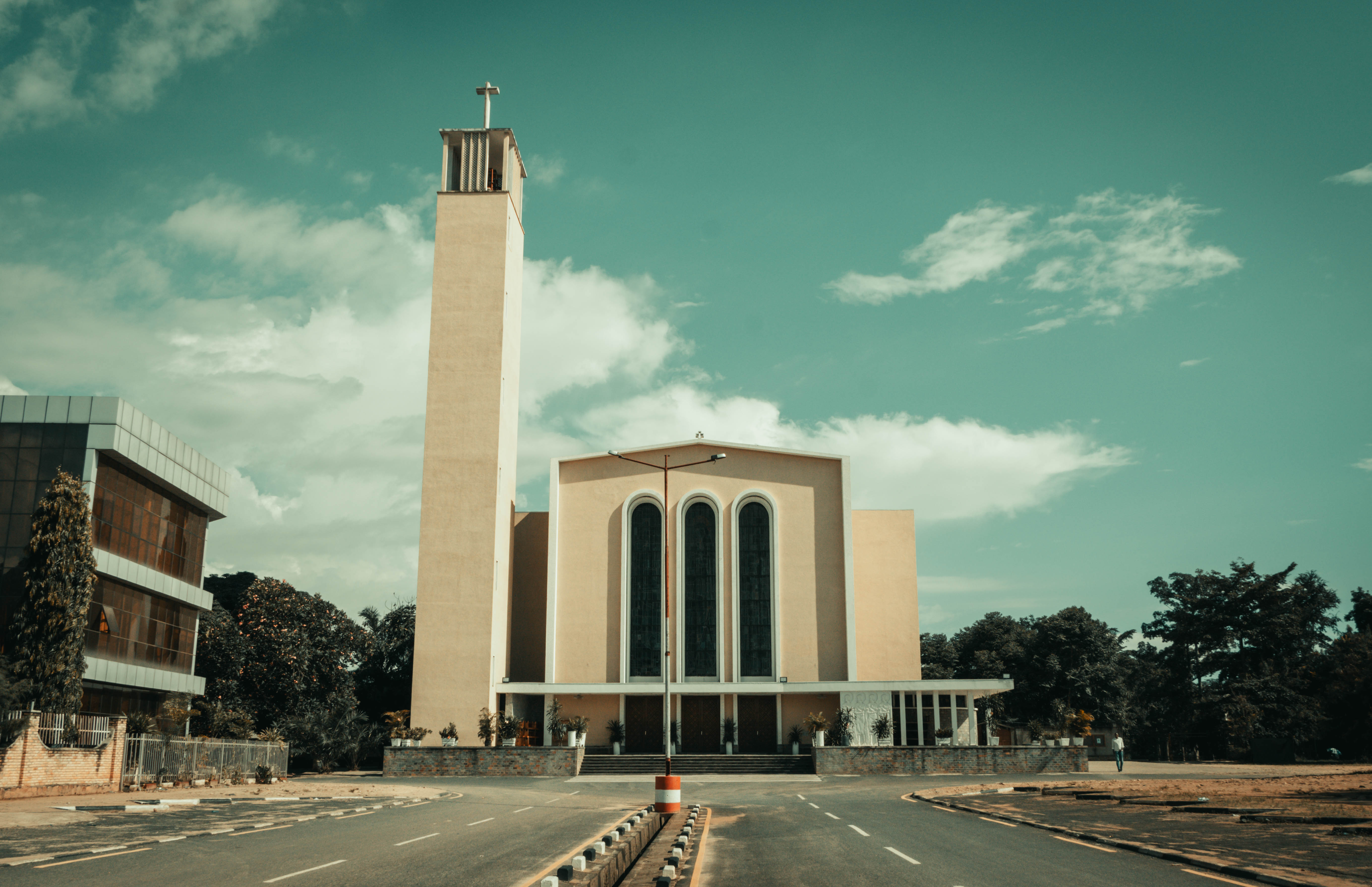
Kathedrale Regina Mundi in Bujumbura

Das Erzbistum Bujumbura wurde am 11. Juni 1959 durch Papst Johannes XXIII. mit der Apostolischen Konstitution Cum sacrum aus Gebietsabtretungen der Apostolischen Vikariate Kitega und Ngozi als Apostolisches Vikariat Usumbura errichtet.
Das Apostolische Vikariat Usumbura wurde am 10. November 1959 durch Johannes XXIII. mit der Apostolischen Konstitution Cum parvulum zum Bistum erhoben und dem Erzbistum Gitega als Suffraganbistum unterstellt. Am 9. Oktober 1964 wurde das Bistum Usumbura in Bistum Bujumbura umbenannt. Das Bistum Bujumbura gab am 7. Juni 1980 Teile seines Territoriums zur Gründung des Bistums Bubanza ab. Am 25. November 2006 wurde das Bistum Bujumbura durch Papst Benedikt XVI. mit der Apostolischen Konstitution Cum ad aptius zum Erzbistum erhoben und ihm die Suffragandiözesen Bubanza und Bururi zugeordnet.

## Ordinarien

### Apostolische Vikare von Usumbura
- Michel Ntuyahaga, 1959

### Bischöfe von Usumbura
- Michel Ntuyahaga, 1959–1964

### Bischöfe von Bujumbura
- Michel Ntuyahaga, 1964–1988
- Simon Ntamwana, 1988–1997, dann Erzbischof von Gitega
- Evariste Ngoyagoye, 1997–2006

### Erzbischöfe von Bujumbura
- Evariste Ngoyagoye, 2006–2018
- Gervais Banshimiyubusa, seit 2018